# Geschiedenis van Club Brugge

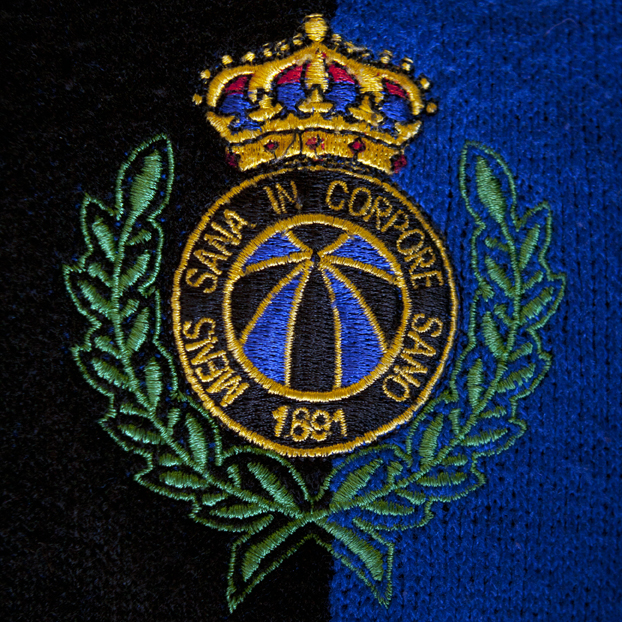
Een oud logo van Club Brugge, nog vaak gebruikt tot in de jaren 1970.

Dit artikel beschrijft de geschiedenis van de Belgische voetbalvereniging Club Brugge KV. De club, die sinds 1959 onafgebroken in de hoogste afdeling speelt, behaalde na RSC Anderlecht het hoogste aantal landstitels (19) en veroverde van alle Belgische clubs de meeste nationale bekers (12) en supercups (18). Tevens is Club Brugge tot nog toe de enige club uit België die de finale van de Champions League (toen nog Europacup I) speelde.

## Clubgeschiedenis

### De beginperiode (1891-1940)

##### Van Brugsche FC tot FC Brugeois
In de 19e eeuw was er in Brugge, net zoals in andere grote steden in het land, een aanzienlijke Engelse aanwezigheid. De aanwezigheid van Engelsen gaat ver terug in de tijd, maar vooral sinds de slag bij Waterloo spreekt men van een ware 'Engelse kolonie' in Brugge. Naast oud-militairen kwamen zich ook lagere adel, oud-kolonialen en industriëlen vestigen in de stad. Velen onder hen verkozen Brugge als uitvalsbasis voor hun werk in de mechanisatie van de 19e-eeuwse linnenindustrie. Onder invloed van de Engelse aanwezigheid kwamen zowel de scholen van de katholieke Broeders Xaverianen als die van het neutrale Koninklijk Atheneum in contact met het voetbalspel. Op 2 november 1890 sloegen oud-leerlingen van die scholen in het café Ville de Cologne aan het toenmalige Stationsplein, thans 't Zand, uiteindelijk de handen in elkaar en stichtten de eerste Brugse voetbalploeg: Brugsche Football Club. Een voetbalploeg leiden en tegelijk als speler fungeren was geen eenvoudige taak en op 13 november 1891 diende de vereniging opnieuw gesticht. Exact een jaar later werd een officieel bestuur geïnstalleerd. De club werd opgericht met als spreuk "mens sana in corpore sano". Nog voor de organisatie officieel erkend werd, ontstond onenigheid tussen de meer volkse Nederlandstalige en meer aristocratische Franstalige leden. In 1894 verlieten zestien leden de club en richtten Football Club Brugeois op in café La Civière d'Or op de Grote Markt. In de stad werd in 1895 ook nog de Vlaamsche Football Club de Bruges opgericht.
Het afgescheurde FC Brugeois bestond vooral uit rijke Franstaligen. In het spoor van voortrekker William Greenhill werden heel wat leden van de aristocratische Brugse roeivereniging Sport Nautique de Bruges gerekruteerd. Brugsche FC daarentegen was sinds het vertrek van de hoge heren erg laagdrempelig geworden en trok veel arbeiders aan omwille van de lage toegangsprijzen.
De leden van de eliteclub FC Brugeois hadden betere connecties in heel het land en de club sloot na oprichting ook onmiddellijk aan bij de UBSSA en nam deel aan de eerste Belgische nationale competitie in 1895/96. Als tenuekleuren koos men voor een lichtblauwe trui met een donkerblauwe schuine band van de linkerheup naar de rechterschouder. De optie voor de verschillende tinten blauw had te maken met het feit dat dit ook de kleuren van de roeiclub waren. Pas in 1909 werd toevallig veranderd naar de blauw-zwarte kleuren. Wellicht werd bij een textielfabrikant een verkeerde bestelling doorgegeven, want in de notulen is geen beslissing van de raad van bestuur terug te vinden die de kleurverandering motiveert. FC Brugeois kon een terrein afhuren, het 'Rattenplein', maar toch had de club het financieel moeilijk en de populariteit bleef beperkt. De club zakte snel weg en trok zich in 1896, na één jaar al, terug uit de bond. Brugsche FC daarentegen bleef lokaal spelen, hoofdzakelijk tegen andere ploegen uit de buurt of uit scholen in de stad. Brugsche bleef nederig, maar kon zo wel financieel het hoofd boven water houden en won aan aanhang bij het gewone volk.
Om te voldoen aan de eisen van het competitievoetbal moest er groter gedacht worden en moest het separatisme overboord gegooid worden. Uiteindelijk werd in 1897 FC Brugeois opgenomen in Brugsche FC, maar de fusieclub zou verdergaan onder de Franstalige naam 'FC Brugeois'. De fusieclub kon zo steunen op de brede volkse aanhang van Brugsche en de connecties en ambitieuze aanpak van Brugeois.

##### Van FC Brugeois tot Koninklijke Vereniging

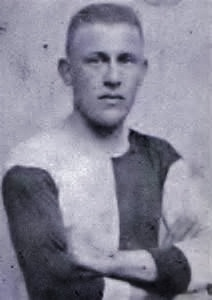
Robert De Veen, topschutter bij FC Brugeois van 1902 tot 1914.

In 1899 werd door de Vereeniging der Oudleerlingen Broeders Xaverianen Cercle Sportif Brugeois opgericht, wat in Brugge toen al zorgde voor de eerste derby-opstootjes. In 1902 werd nog Vlaamsche FC opgenomen in FC Brugeois. Vlaamsche FC had een aantal van zijn leden verloren aan CS Brugeois en was komen aankloppen bij FC Brugeois voor een fusie, dewelke eerder een opslorping werd. Eind 1912 trok Club naar een nieuw terrein, 'De Klokke', dat zij konden huren aan de prijs van 1.760 Belgische frank per jaar. Het terrein werd immers naar het tegenover café De Klokke langs de Torhoutse Steenweg genoemd.

Na enkele tweede plaatsen in de ereafdeling bereikte de ploeg in het seizoen 1913/14 opnieuw een hoogtepunt met het behalen van hun eerste bekerfinale, die echter met 2-1 verloren werd van bekerhouder Union Saint-Gilloise. Ondertussen was onder impuls van baron Ruzette – de provinciegouverneur – en het Brugs stadsbestuur in 1911 de Entente Brugeoise gesloten: drie afgevaardigden van beide Brugse ploegen kwamen voortaan maandelijks samen om de plooien glad te strijken en afspraken te maken over ticketprijzen en transfers. De Entente is pas in 1983 afgeschaft.

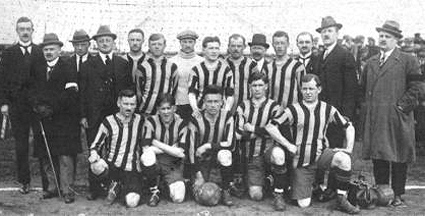
De kampioenenploeg die in 1920 de eerste titel in Club Brugges geschiedenis behaalde. Rechtstaand v.l.n.r. Joseph Hoste, Georges Hubrecht, René De Raedt, Albert Dyserynck, Honoré Desmedt, Joseph Delporte, René Desmedt, Emile Pollet, Charles Cambier, Vandenberghe, Ernest Raghels, Louis De Cloedt, Grant Dalton en Félix Spousta. Gehurkt v.l.n.r.: Hector Goetinck, Emile Van Belle, Félix Baillyu, Léon Van de Voorde en Arthur Pollet.

Toen in de vergadering van 15 juni 1920 beslist werd het terrein waarop gespeeld werd te kopen, legden enkele bestuursleden de noodzakelijke 50.000 frank op de tafel en zou de nieuwe voorzitter Albert Dyserynck, als algemeen agent van de "Nederlandsche Gist- en Spiritusfabriek" aan de Langerei een gerespecteerd industrieel, de bedragen van zijn collega's afkopen en zo eigenaar worden van De Klokke. Hij schonk vervolgens het terrein in volle eigendom aan de club. En bij FC Brugeois werd in het nieuwe stadion al dadelijk de kroon op het werk gezet: in 1920 werd Club voor het eerst kampioen in de hoogste afdeling. Op 23 mei 1920, kende koning Albert de titel van Koninklijke Vereniging toe aan de club, die nu Royal FC Brugeois heette. Bij het invoeren van de stamnummers in 1926 kreeg FC Brugeois stamnummer 3 toegewezen.

##### Albert Dyserynck
Vanaf 1920 werd Albert Dyserynck voorzitter van FC Brugeois. Hij liet zich al onmiddellijk opmerken door het terrein 'De Klokke' in bezit te verwerven. Gedurende zijn voorzitterschap, in 1930, liet hij het statuut van FC Brugeois omvormen tot Vereniging zonder winstoogmerk. Maar het noodlot sloeg toe op maandag 9 februari 1931 toen Albert Dyserynck, voorzitter van de pas opgerichte Raad van Beheer, de dood vond bij een auto-ongeval. Om Albert een laatste eer te bewijzen, werd De Klokke omgedoopt tot 'Albert Dyserynckstadion', en op 14 februari werd langs de binnenzijde van de hoofdingang het borstbeeld en monument van wijlen Albert Dyserynck onthuld. Dit beeld staat nu nog voor de hoofdtribune van het Jan Breydelstadion.

##### Charles Cambier, Torten Goetinck en opvolger Louis Versyp

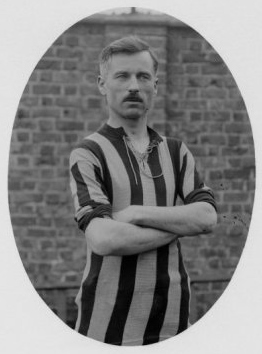
Hector Goetinck.

In deze periode had Club twee erg bekwame spelers, met name Charles Cambier en Hector 'Torten' Goetinck. Club had na de Eerste Wereldoorlog een goed ingespeelde ploeg, omdat aan het front de Front Wanderers actief waren, elitegroepen van voetballende soldaten die tussen het strijdgewoel door oefenmatchen speelden. Front Wanderers als Goetinck en Cambier lagen aan de basis van Clubs eerste landstitel. Beiden kregen snel bekendheid buiten de Brugse stadsgrenzen door post te vatten bij de nationale ploeg.
Na de eerste landstitel in 1920 maakte het elftal van Club moeilijke jaren door. De toonaangevende spelers werden een jaartje ouder en in 1928 moest FC Brugeois zelfs halsoverkop de 42-jarige Torten Goetinck terugroepen om zijn club voor het dreigende degradatiespook te behoeden.
Zijn snelheid was wel afgenomen, maar zijn inzet en routine ten spijt, zakte FC Brugeois in 1928 naar de tweede afdeling. Ondanks de degradatie kondigde zich bij Club al enkele seizoenen een opvolger aan voor Torten: Louis Versyp, die gedurende meer dan 20 jaar de toonaangevende figuur van Club zou worden.

##### Roger Vanhove
Roger Vanhove werd in Brugge geboren op 29 augustus 1911. Roger is niet alleen de vader van Antoine, maar voetbalde zelf negen seizoenen (1930-1939) ononderbroken in het eerste elftal van Club Brugge. Heel eventjes werd in tweede afdeling gevoetbald, maar het behalen van de titel in die reeks in 1935 maakte veel goed. Roger dwong twee selecties af bij de militaire nationale ploeg en trok na 10 jaar Club nog één seizoen naar Stade Kortrijk. Later stichtte hij de vereniging 'De Oude Gloriën van Club', waarvan Roger zelf voorzitter was.

### De oorlogsjaren (1940-1950)

##### Heen en terug tussen eerste en tweede klasse
Club Brugge kende voor, tijdens en na de Tweede Wereldoorlog moeilijke tijden. En dat niet alleen op sportief gebied. Er was een leningslast die een erg zwaar afbetalingsprogramma meebracht.
Op spelersvlak leek Club minder reden tot klagen te zullen hebben. Club kon immers onder meer rekenen op Blancke, een stevige stopper met een degelijk kopspel en twee evenwaardige voeten; op Lucien Masyn, de erg goede linksbinnen die tussen 1940 en 1958 bijna 500 matchen in het eerste elftal speelde; op Berten Carels, het stevige blauw-zwarte sluitstuk. En toch konden die 'grote namen' niet verhinderen dat het blauw-zwarte schip heen en weer wiegde tussen eerste en tweede klasse.
Begin 1946 werd Louis Versyp als trainer aangesteld en Club bereikte weer de hoogste afdeling, maar niet voor lang. Precies op het ogenblik dat Club naar het hoogste voetbalniveau overstapte, werd het aantal clubs in hoogste afdeling teruggebracht van 19 tot 16. Dit bleek voor Club Brugge een onoverbrugbare handicap. Club viel meteen naar de tweede klasse terug. Deze degradatie zorgde in Brugge wel voor een competitiederby.
De Brugse voetballeiders bleven niet blind voor de verbetering van de installaties op De Klokke. In 1947 werden er 26 schijnwerpers geïnstalleerd en in 1949 werd een nieuwe tribune met liefst 2.400 zitplaatsen in gebruik genomen. Want inmiddels was Club in 1948-'49 weer naar de hoogste klasse getrokken.

##### Berten Carels maakte de weg vrij voor Fernand Boone
De positie van de doelman in een elftal is weinig benijdenswaardig. Men moet als het ware tussen die doelpalen geboren zijn om er als een fanatiekeling constant mee door te gaan. In het prille begin van de Tweede Wereldoorlog verwierf Berten Carels een vaste stek in Clubs fanionelftal. Hij was tussen 1941 en 1956 de rots in de blauw-zwarte branding. Marcel Herssens was zijn voorganger, Fernand Boone zijn opvolger.

### Buitenlandse trainers (1950-1963)
In 1950 nam Club Brugge afscheid van Louis Versyp als trainer en trok de buitenlandse trainerstoer op. De Schot Kennedy was slechts voor een kort leven beschoren op De Klokke. Aan het einde van het seizoen 1950-'51, besloten met een nieuwe degradatie naar tweede klasse, mocht Kennedy inpakken. Hij werd in april 1951 opgevolgd door Felix Schavy, die bij Club Brugge zes volle seizoenen mocht volmaken. Hij slaagde er niet in Club weer naar het hoogste voetbalniveau te brengen, verliet Club in 1957 en werd opgevolgd door de 33-jarige Roemeen Norberto Höfling.

##### Norberto Höfling
Norberto Höfling was beroepsvoetballer geweest in Roemenië, Rusland, Hongarije en Italië. De eerste tekenen van een professionele aanpak door een Clubtrainer werden snel merkbaar. In het seizoen 1958-'59 al bekroond met een promovering naar eerste klasse. Hij maakte de ploeg tactisch sterker, schonk aandacht aan een betere organisatie van de verdediging en was de eerste die enige profmentaliteit in het elftal stopte. Zes jaar bleef de Roemeen bij Club Brugge.

##### Fernand Goyvaerts: Clubsenfant terrible
Veel buitenbeentjes heeft Club Brugge niet gekend. Fernand Goyvaerts mag de uitzondering op deze regel genoemd worden. Begin jaren vijftig ondertekende hij als 14-jarige een aansluitingskaart op De Klokke en debuteerde al twee jaar later in de fanionploeg. Eerst onder trainer Felix Schavy, een jaar later met Norberto Höfling aan het roer. Zeven jaar lang waren de Roemeen en 'Fernando' geen beste vrienden. Goyvaerts was ontegensprekelijk het enfant terrible van het Brugse publiek. Fernand moest qua fratsen en trucjes zeker niet onderdoen voor de al even legendarische Rik Coppens. Goyvaerts was een technisch natuurtalent, dat van jongs af aan droomde van een buitenlandse carrière en door het conflict-Höfling eerder zijn zin kreeg dan verhoopt. Hij speelde achtereenvolgens bij FC Barcelona, Real Madrid, Elche CF en OGC Nice. Fernand legde de basis van zijn geslaagde loopbaan via het bijna dagelijks strand- en straatravotten met het leder. Het kwam in niet geringe mate zijn kracht en techniek ten goede.

##### De trilogie De Clerck
Vanaf 1937 leverde de familie De Clerck van de gelijknamige Blikslagerijen drie generaties voorzitters: achtereenvolgens Emile, André en Fernand. Zij hebben heel wat geld uit hun Brugs bedrijf in Club gestoken. Toen er nog geen sprake van profspelers was, bezorgde de familie De Clerck voetballers een job in het bedrijf en kende hen tal van trainingsfaciliteiten toe. Emile De Clerck zorgde in 1937 voor een taalkundige mijlpaal in de geschiedenis van Blauw-Zwart: voortaan werden de notulen in het Nederlands opgesteld. De terugkeer van Club Brugge op het hoogste voetbalniveau in 1959 ging ook op bestuurlijk vlak niet onopgemerkt voorbij. Op 14 juli 1959 werd André De Clerck tot voorzitter van de vereniging aangesteld, in opvolging van zijn vader, die tot erevoorzitter 'promoveerde'. André De Clerck zou na het behalen van de landstitel in eerste klasse in het seizoen 1972-'73 op de voorzittersstoel plaats maken voor zoon Fernand. Na Emiel en André was de trilogie De Clerck meteen een feit.

### Tweemaal bekerwinst en kampioen (1963-1974)
Na het vertrek van Norberto Höfling volgden de trainers elkaar in een erg snel tempo op. Na Schwanner kwam Henri Dekens, na een korte interimopdracht van Lucien Masyn, algauw vervangen door Louis Dupal. Die Louis Dupal legde de basis van het grote Club Brugge. Hij was een vader voor de spelers. In 1965-'66 werd Club vijfde, één seizoen later tweede. Op het einde van dat seizoen moest hij plaats ruimen voor Norberto Höfling, die aan zijn tweede ambtstermijn op De Klokke begon.
Inmiddels was het duidelijk dat de spelerskern steeds meer kwaliteit bevatte. Met Boone, Carteus, Lambert, Thio, Bailliu, Marmenout, Savat, Vanderlinden, Simoens, Moelaert, Vandendaele, Hinderyckx, Loske, Bossaer, De Coninck en Deprez waren betere tijden aangebroken. Met deze spelersgroep, de volgende jaren nog aangedikt met o.a. Kurt Axelsson, Brian Hill, Stefan Reisch, Tom Turesson, Alfons Bastijns, Rob Rensenbrink, Henk Houwaart, Luc Sanders,... zou Club Brugge zich definitief nestelen in de nationale voetbaltop.
Tijdens het seizoen 1967-'68 is voor het eerst Europees voetbal op De Klokke te noteren (tegen Sporting Lissabon) en Blauw-Zwart werd weer tweede in de competitie. Club behaalde in 1968 ook zijn eerste Belgische Beker. Tegen Beerschot werd het 1-1, maar Club klaarde met bravoure de klus via twee strafschoppenreeksen.
Een tweede Belgische Beker kwam er in 1969-'70 onder trainer Frans De Munck na een 6-1-overwinning tegen Daring Brussel, de grootste winst ooit in een Belgische bekerfinale.
Terwijl de Brugse burgemeester Michel Van Maele de club begin jaren zeventig nog moest redden van het failliet door de bouw van een nieuw stedelijk stadion waarin de club terechtkon en zodoende financieel naar adem kon happen dankzij de mogelijkheid tot verkoop van De Klokke, kende Club Brugge in de tweede helft van dat decennium zijn grootste successen.
Reeds in de jaren vijftig en zestig had de club zware schulden gemaakt met dure transfers. Toen Club in 1972 tijdens de laatste competitiematch naast de titel greep, werden opnieuw massaal vedetten gekocht, met de hoop op succes. In 1973, na nog drie tweede plaatsen sinds '68, kwam uiteindelijk de absolute bekroning met een tweede landstitel in de hoogste voetbalklasse, na een 1-1-gelijkspel op het veld van aartsrivaal RSC Anderlecht met trainer Leo Canjels. De vereniging had er 53 jaar op gewacht. Club zat ondertussen wel opnieuw diep in de rode cijfers. Burgemeester Michel Van Maele kwam niet alleen als redder in nood met een nieuw stadion, maar stelde tijdens een bijzondere algemene vergadering in 1975 ook een nieuw bestuur met A- en B-leden samen. De B-leden waren de geldschieters, bedrijfsleiders en bankiers die 46 miljoen frank investeerden in Club Brugge en de ploeg nog eens 15 miljoen frank kaskrediet gunden. Tegen 1985 had Club al zijn schulden afbetaald.

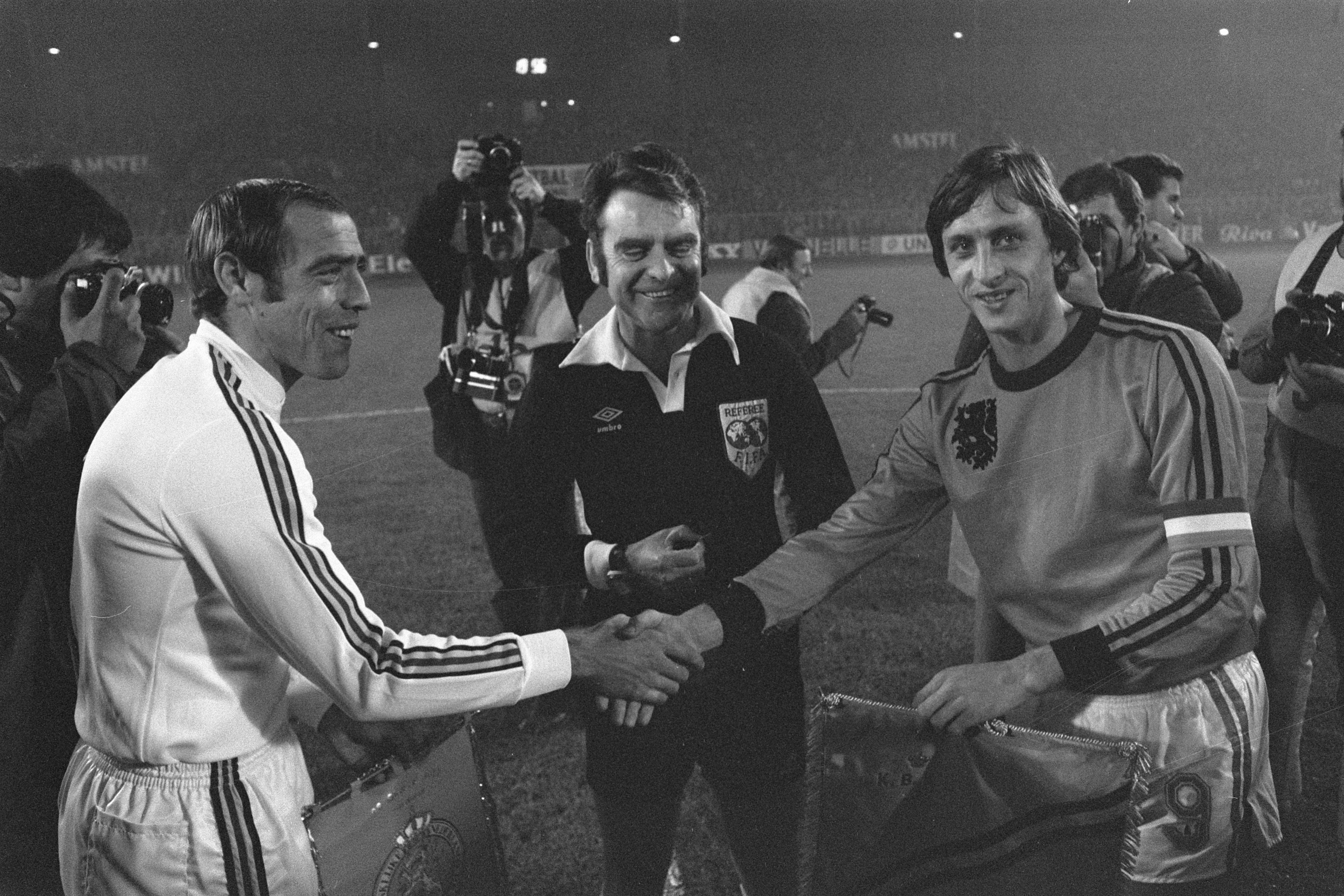
Raoul Lambert (links) met Johan Cruijff (1977).

In 1972 werd overigens, onder zachte dwang van het Taal Actie Komité, de Vlaamse naam Club Brugge Koninklijke Voetbalvereniging aangenomen.
Ook bij de nationale ploeg kwam de naam 'Club Brugge' ondertussen meer en meer in de kijker. Regelmatige selecties voor Fernand Boone, Johny Thio, Pierre Carteus, Raoul Lambert en Erwin Vandendaele waren daar het beste bewijs van.

##### Fernand Boone
Fernand Boone was bijna 19 seizoenen (1953-'72) lang de onbetwistbare titularisdoelman van de blauw-zwarte Great Old. In 1967 slaagde hij er als eerste West-Vlaming in om Belgiës meest begeerde trofee, de Gouden Schoen, in de wacht te slepen en dit op 33-jarige leeftijd. Hij speelde ook 12 maal voor de nationale ploeg.

##### Johny Thio

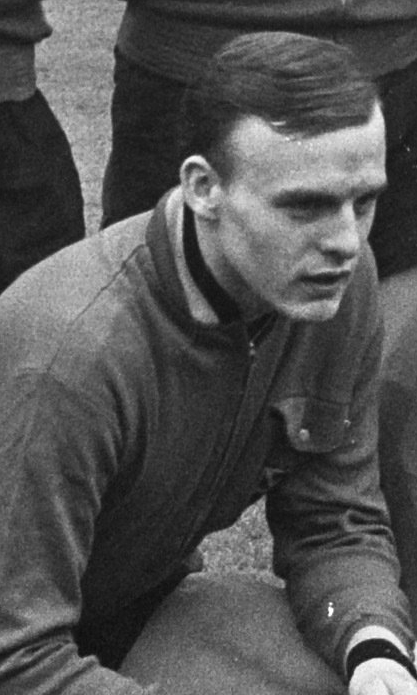
Johny Thio.

In 1963, op zijn negentiende, kwam Johny Thio via FC Roeselare bij Club Brugge terecht. Vooraleer hij in 1975 Club verliet, maakte hij er zowat alles mee. Thio speelde 293 competitiewedstrijden in eerste nationale, speelde 21 maal Europees met Blauw-Zwart en werd 24 maal opgeroepen voor de nationale ploeg.

### De komst van een 'Weltmeister' (1974-1978)
Ernst Happel werd geboren in 1925. Hij was 13 jaar oud toen hij bij Rapid Wien aansloot en op zijn zestiende stond hij er in het eerste elftal. Niet voor niets verwierf hij op korte tijd de bijnaam 'Weltmeister'. Hij speelde met Oostenrijk 51 interlands met als hoogtepunt de wereldbeker in Zwitserland in 1954. Ernst Happel, 48 jaar en op dat ogenblik trainer bij het Spaanse Sevilla, was het belangrijkste agendapunt op de Raad van Beheer van Club Brugge, bijeengekomen op 21 januari 1974. Nog dezelfde avond besloot de Clubleiding Ernst Happel als nieuwe trainer aan te werven.
Tot december 1978 bleef hij aan het Brugse trainersroer met een opvallend palmares: landstitels in 1976, 1977 en 1978; Belgische Beker in 1977; UEFA Cupfinale tegen Liverpool in 1976; finale Europabeker voor landskampioenen tegen Liverpool in het Wembleystadion in 1978.
Na de Europese finale op Wembley was hij ook coach van de Nederlandse nationale ploeg op het wereldkampioenschap in Argentinië. Nederland werd er tweede, na verlies in de finale tegen Argentinië. Na Club Brugge was Happel ook nog in dienst bij tweedeklasser Harelbeke, Standard Luik en Hamburg SV.

##### Happel zet Club weer op Europees voetbalpad
In 1974-'75 werden de 'vedetten' vervangen door jeugd en ervaring. Jeugd kwam er in de persoon van René Vandereycken, ervaring met Jos Volders, Roger Van Gool en Eddy Caers. En er kwam ook buitenlandse versterking met Birger Jensen en Hans Aabech.
Club Brugge werd vierde dat seizoen, meteen goed om weer op Europees toneel te verschijnen. Het zou de start betekenen van een Europese campagne die nu nog als een van de absolute hoogtepunten in Clubs geschiedenis wordt beschouwd. 'Kanjers' werden toen ontmoet: Lyon, Ipswich Town, AS Roma, AC Milan, Hamburg SV en FC Liverpool.

##### Verhuis naar Olympia
Op de derde speeldag van de competitie 1975-'76 'debuteerde' Club op de grasmat van het nieuwe Olympiastadion tegen RWDM. René Vandereycken genoot de eer het eerste competitiedoelpunt op Olympia te hebben gescoord.
Club werd in op het einde van dit seizoen kampioen ondanks een brilscore tegen Lokeren, want Anderlecht speelde ook gelijk tegen Club Luik. Europees speelde Club de finale tegen Liverpool in een dubbele confrontatie. In Liverpool gaf Club een 0-2-voorsprong uit handen in vijf minuten tijd; het werd 3-2. In Brugge bleef het steken op een 1-1-gelijkspel.

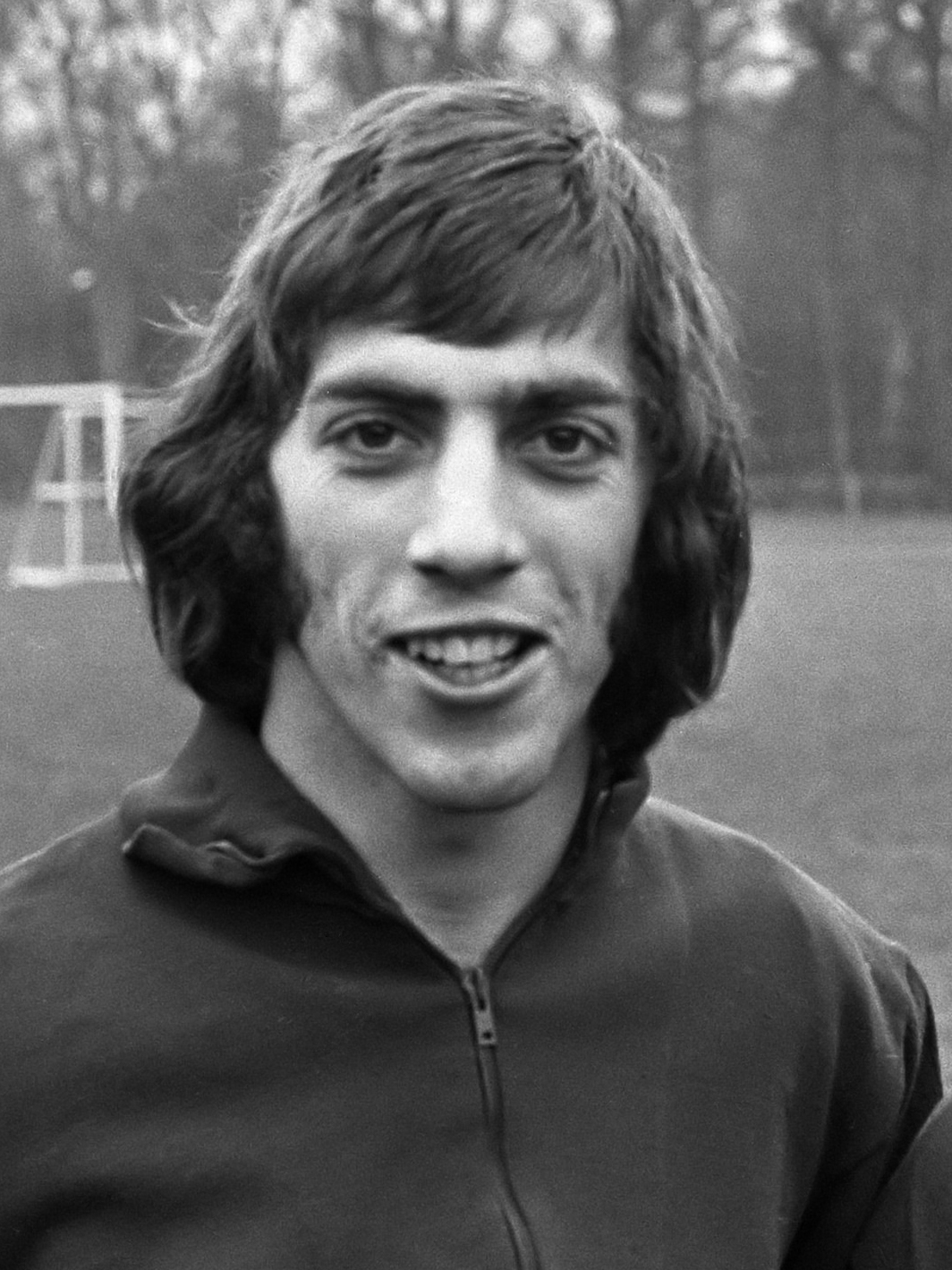
Leen Barth

##### Club bevestigt met nieuwe titel en Belgische Beker
Tijdens het seizoen 1976-'77 ging Club op haar kampioenselan verder. Club had zich bij de aanvang van de nieuwe campagne versterkt met Paul Courant, Roger Davies, Bernard Verheecke en Leen Barth. Naast de titel werd de Brugse trofeeënkast aangevuld met een derde Belgische Beker. Deze partij tussen Club Brugge en Anderlecht was de eerste bekerfinale die voor een compleet uitverkocht Heizelstadion werd gespeeld.

##### Naar Wembley
Ernst Happel bleef hoge toppen scheren. Club won aan het einde van het seizoen 1977-'78 zijn derde titel op rij en trok, gesteund door 25.000 supporters, naar Wembley voor een strijd om de hoogste Europese voetbaleer: de Europese finale van de landskampioenen tegen Liverpool. Tot nog toe is Club Brugge de enige Belgische club die deze finale (vandaag de Champions League) speelde.
Voor dit nieuwe seizoen had Club vooral versterking aangetrokken voor het aanvallende compartiment met twee 'Jannen', namelijk: Jan Sörensen en Jan Simoen.

### Sportieve kater (1978-1982)

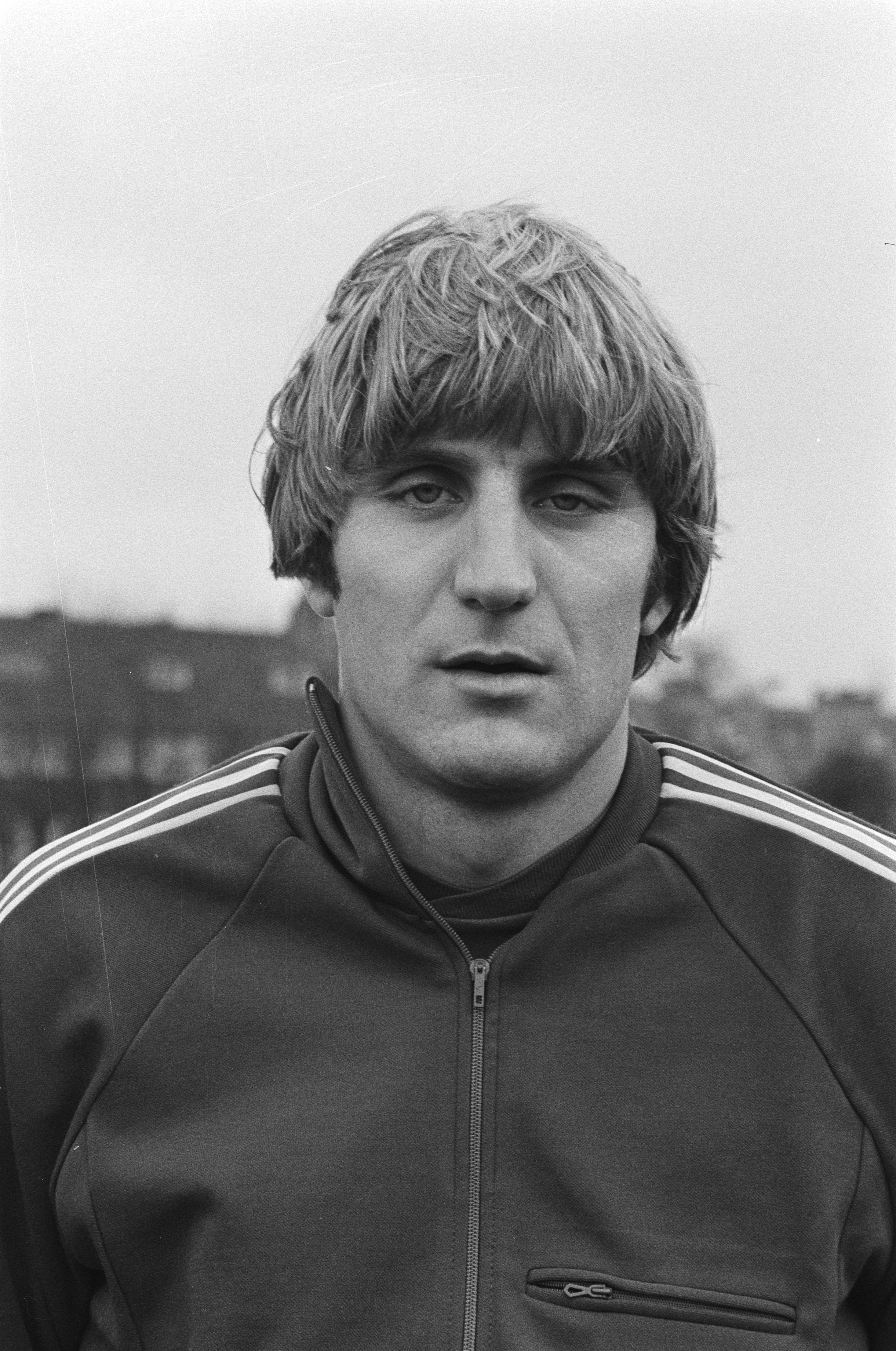
Jan Ceulemans.

Voor het seizoen 1978-'79 begroetten de Brugse supporters Walter Meeuws (overgenomen van Beerschot), Jan Ceulemans (van K. Lierse SK) en Peter Houtman (Feyenoord) als nieuwe gezichten. De Europese uitschakeling tegen het Poolse Krakau en aanvankelijk de tegenvallende resultaten in de competitie leidden echter tot het ontslag van Ernst Happel.
Andres Beres en hulptrainer Mathieu Bollen maakten het seizoen rond voor Club Brugge, met een 6de plaats als resultaat, wat onvoldoende was voor Europees voetbal.

##### Nieuwe titel na tactische aanpak
Voor het seizoen 1979-'80 kwam Han Grijzenhout (van buur Cercle) aan het trainersroer.
Club zou dat seizoen kiezen voor een meer overlegd spelconcept, waarbij het resultaat primeerde boven het spektakel. In die optiek koos Grijzenhout steevast voor een goed bevolkt middenveld. Club werd voor de zesde maal kampioen. In de laatste thuismatch van Club werd er afscheid genomen van Raoul Lambert na 22 jaar 'trouwe' dienst.

##### Nieuwe Europese mislukking
September 1980, Club verliest Europees aan huis met 0-1 van FC Basel. Grijzenhout werd, meteen na deze Europese thuisnederlaag, wandelen gestuurd en vervangen door Raymond Mertens, later op zijn beurt opgevolgd door Gilbert Gress. Club werd uiteindelijk zesde in de competitie, goed voor een Europees Uefaticket.

##### Bijna naar tweede klasse
Bij de start van het seizoen 1981-'82 toonde Club zich op de transfermarkt erg kooplustig. Club kocht ongeveer een volledige nieuwe ploeg bijeen ter vervanging van de 'gevestigde waarden'. De Luxemburger Anton 'Spitz' Kohn had de moeilijke taak volgende nieuwelingen te integreren: Van Binst (van Toulouse), Dardenne (van RWDM), Szymanowski (van Warschau), Ondrus (van Slovan Bratislava), Op de Beeck (van RC Mechelen), Wellens (van Standard), Walter Ceulemans (van K. Lierse SK), Nilsson (Vaxjoe Oësters) en Tjapko Teuben (van Ajax).
Na Spitz Kohn volgde Rik Coppens en uiteindelijk streed hulptrainer Raymond Mertens op de laatste speeldag voor het broodnodige behoud in eerste klasse. Aan het einde van het zwakste en meest zenuwslopende seizoen uit de clubgeschiedenis, stond Club op de laatste speeldag tegenover RWDM op Olympia. Afhankelijk van winst, verlies of gelijkspel waren er nog 14 mogelijkheden van behoud of degradatie voor respectievelijk Club Brugge, Winterslag en Beringen. Het hoge cijfer van 22.000 kijkers vulde Olympia, dat na de 5-0 zege tegen RWDM helemaal gek werd toen het verlies van Beringen door de luidsprekers weerklonk. Er werd gevierd als gold het een landstitel.

### De ijzeren hand van Kessler (1982-1984)
In het eerste jaar onder trainer Georg Kessler was Club Brugge weinig actief op de transfermarkt. Naast Ronald Spelbos kwam Alex Querter over van buur Cercle Brugge. Ondanks de duidelijk voelbare positieve invloed van 'Sir Georg' eindigde Club vijfde in de competitie. Europees voetbal was voor Club noch voor Kessler weggelegd. In het tweede Kesslerjaar versterkte Blauw-Zwart zich met René Verheyen van Lokeren, Hugo Broos van Anderlecht, Luc Beyens van SK Tongeren, Willy Carbo van Utrecht. Carbo bleek de zoveelste poging om een waardige opvolger te vinden voor de spitspositie van Raoul Lambert, maar eens te meer werd het met Carbo een mislukking. Club Brugge eindigde ten slotte derde in de competitie. Europees voetbal was weer een feit en Kessler mocht zich de verdienste toe-eigenen de jonge Marc Degryse in de basisploeg van Club te hebben gebracht.

##### Georg Kessler
Georg Kessler ging als technisch directeur aan de slag bij Club Brugge. 'De grijze eminentie' nam meteen het volledige scoutingswerk van Blauw-Zwart, de supervisie op de jeugdwerking en de relaties met de pers voor zijn rekening. Assistent Raymond Mertens kreeg het veldwerk toebedeeld. Kessler tekende voor een tactische aanpak en de ploegopstelling. Kessler bleef twee seizoenen in Olympia en zette Club meteen weer op het goede pad. Bij zijn afscheid dankte de Clubleiding hem door hem de titel van erelid van Club Brugge toe te kennen.

### Henk Houwaart naar voorbeeld van Happel (1984-1989)
Bij zijn start als trainer van Blauw-Zwart kon 'Henkie' rekenen op enkele transfers: Franky Van der Elst (van RWDM), de Senegalezen Tew Mamadou en Antoine Coly, Gino Maes (keerde terug van Cercle) en Leo Van der Elst (van Antwerp).
In het seizoen 1984-'85 werd Club tweede in de competitie. Europees speelde Club tegen de heel sterke Engelse ploegen Nottingham en Tottenham Hotspur.

##### Beker en dubbele testwedstrijd met Anderlecht
In 1985-'86 kon Club zijn bestaande spelersgroep samenhouden. Ook monument Jan Ceulemans bleef bij Blauw-Zwart. En er was de transfer van de onbekende Jean-Pierre Papin van het Noord-Franse Valenciennes.
Club won de Belgische Beker in eigen Olympiastadion tegen buur Cercle. Voor het kampioenschap moest het een dubbele testwedstrijd spelen tegen Anderlecht. Het werd 1-1 op verplaatsing en in de return speelden beide ploegen 2-2.
Voor het seizoen 1986-'87 kwamen Dennis Van Wijk (Norwich City), Ronny Rosenthal (Maccabi Haifa), Peter Creve (SK Beveren) en Kenneth Brylle (Olympique Marseille) de Clubrangen versterken. Europees liep het echter in de eerste ronde faliekant af tegen Rapid Wien. In de competitie werd Club derde.

##### Titel en Europese 'mirakelavonden'
Voor het seizoen 1987-'88 kwamen Serge Kimoni (Seraing) en Jan Goyvaerts van Racing Jet Brussel naar Club. Blauw-Zwart behaalde dat jaar de titel.
Het opmerkelijkst waren echter de Europese 'mirakelavonden'. Buitenhuis leed Club steeds de nederlaag, maar aan huis was Blauw-Zwart niet te kloppen. Zenit Leningrad, Rode Ster Belgrado en vooral Borussia Dortmund moesten eraan geloven. Later werd Panathinaikos Athene nog uitgeschakeld, maar Espanyol Barcelona zorgde ervoor dat Club net niet de Europese finale mocht spelen.
Het laatste seizoen van Houwaart werd er een beetje te veel aan. Club kon Dimitri M'Buyu (van Standard) en Alain Bettagno (van Seraing) binnenhalen. Ook de twee Australiërs Vlado Bozinoski en vooral Frank Farina kwamen Blauw-Zwart versterken. Europees werd Club uitgeschakeld in de tweede ronde met een faliekante 6-1-nederlaag in Monaco. Dat seizoen kon Club in extremis Europees voetbal afdwingen op de laatste speeldag tegen RWDM.

##### Henk Houwaart
Al op 17-jarige leeftijd was hij profvoetballer. Bij ADO Den Haag werkte hij vijf jaar onder Ernst Happel. En na een jaartje FC Twente bij Spitz Kohn, kozen zowel Houwaart als Rensenbrink voor Club Brugge. Houwaart bleef er tot 1975. Als trainer kende Houwaart zijn eerste succes met KV Kortrijk, waarmee hij promoveerde naar eerste klasse. 	
Hij bleef vier jaar in Kortrijk en koos in 1983 voor Cercle Brugge. De goede resultaten van Cercle bleven niet onopgemerkt bij de buren van Club. In 1984 werd hij trainer van Club Brugge. Hij bleef vijf seizoenen bij Club, erg lang voor een trainer in Blauw-Zwarte dienst. Happel was in zijn jeugdjaren zijn leermeester geweest en zijn palmares moest dan ook niet veel onderdoen: tweede in 1985 en 1986 (na een dubbele testwedstrijd met Anderlecht), derde in 1987, vierde in 1989, een Belgische-Bekerwinst in 1986 en een titel in 1988. Dit alles, vooral tijdens het seizoen 1987-'88, aangevuld met belangrijke Europese voetbalavonden tegen Zenit Leningrad, Rode Ster Belgrado, Borussia Dortmund, Panathinaikos Athene en Espanyol Barcelona.

### Georges Leekens en het 'wonder van Brugge' (1989-1991)
In het tussenseizoen 1989 onderging Club een gevoelige facelift. Georges Leekens verbrak vroegtijdig zijn contract bij KV Kortrijk om bij zijn vroegere werkgever Club Brugge te gaan werken. Met zijn trainer kwamen ook Lorenzo Staelens en Foeke Booy van Kortrijk mee. Terwijl van SV Waregem Vital Borkelmans en Hans Christiaens Brugge-waarts trokken.
Uit Joegoslavië kwam Cedomir Janesvski en van Honved Boedapest kwam Laszlo Disztl. Van de bestaande Clubkern trok Marc Degryse voor vele miljoenen naar Anderlecht, terwijl Raymond Mertens als hulptrainer verdween ten voordele van Ronny Desmedt. En het nieuwe seizoen 1989-'90 bracht heel wat: een desastreuze novemberweek met de uitschakeling uit zowel de Belgische als de Europese Beker, de verwijzing van Brylle naar de B-kern, de sterke doorbraak van Frank Farina, doelman Danny Verlinden werd de vaste waarde ten nadele van Philippe Vande Walle en tot slot de kampioenstitel die niemand, bij aanvang van de competitie, had verwacht. Het 'wonder van Brugge' had zich inderdaad onder George Leekens voltrokken.

##### Kroon op honderd jaar voetbal
Voor het seizoen 1990-91 was er weinig transferactiviteit bij Club. De kern bleef intact en werd nog aangevuld met Rudi Cossey, Claude Verspaille en buitenlander Daniel Amokachi.
Europees nam Club het in de tweede ronde op tegen AC Milan. Ginds werd 0-0 gelijk gespeeld. Thuis werd Club niet weggespeeld, maar verloor wel met 0-1. Club won op 15 juni 1991 de Belgische Beker tegen KV Mechelen. In de competitie behaalde de club nog haar grootste officiële overwinning uit de geschiedenis, tegen Cercle Brugge; het werd 10-0.

### Tijdperk Hugo Broos (1991-1997)
In zijn eerste jaar Club Brugge als trainer, was het meteen raak voor Hugo Broos. Blauw-Zwart werd landskampioen en bereikte de halve finale van Europacup II tegen Werder Bremen. De deelname aan de Champions League en de daaraan verbonden miljoenen bracht Club in een euforische sfeer aan de aftrap van het seizoen 1992-93. Met René Verheyen voor het eerst aan de zijde van Hugo Broos. 
Het seizoen kon bij manier van spreken niet meer stuk, maar uiteindelijk had men nog niets in handen. Er werden aanvankelijk wel degelijke wedstrijden gespeeld, zowel in binnen- als buitenland (in de Champions League), maar na nieuwjaar raakte Blauw-Zwart in een diep dal. Er werd zelfs geen Europees ticket behaald; het seizoen werd afgesloten op een zesde plaats. 
De campagne 1993-'94, zonder Europese verplichtingen, moest en zou beter worden, alle concentratie kon naar de competitie en de Beker gaan. Het zag er lange tijd naar uit dat Club opnieuw de oppergaai in de wacht zou slepen. Enkele speeldagen voor het slot liep het voor Hugo Broos en de zijnen echter fout op het terrein van FC Luik. Als klap op de vuurpijl werd enkele weken later op het terrein van Standard ook nog de bekerfinale tegen Anderlecht verloren met 2-0-cijfers. Club moest zich tevreden stellen met een Uefacupticket. 
Ook het seizoen 1994-'95 verliep ongemeen boeiend en spannend. Zelfs tot de laatste speeldag. Drie clubs, waaronder Club Brugge, konden nog kampioen worden, maar Club werd derde. Een campagne waarin Club op het Europese toneel bij de bekerwinnaars in de kwartfinales werd uitgeschakeld door Chelsea, na eerder onder meer de heksenketel in Athene tegen Panathinaikos te hebben overleefd. Niettemin haalde Blauw-Zwart toch nog een prijs in huis. Het won de bekerfinale tegen Germinal Ekeren met 3-1. 
Tijdens het seizoen 1995-'96 werd Club opnieuw kampioen. Men speelde het zelfs klaar om in competitieverband veertien opeenvolgende zeges te boeken. In datzelfde seizoen won de club ook nog de Beker van België. In Europees verband verliep het minder vlot. In de zestiende finales van de Uefacup ging men onderuit tegen Zaragoza. 
Bij de start van het seizoen 1996-'97 was men op de loting van de voorronde van de Champions League niet bepaald gelukkig toen bleek dat men Steaua Boekarest in de ogen diende te kijken. Een verwijzing naar de Uefabeker-competitie was het resultaat. Daar strandde men in de 1/8ste finales tegen Schalke 04. Een nieuwe landstitel lag inmiddels voor het grijpen, maar verrassend stak het K. Lierse SK van Eric Gerets er een stokje voor.

### Periode Eric Gerets (1997-1999)
De verwachtingen waren hoog gespannen voor aanvang van de competitie 1997-'98. De honderden supporters die zich rond het trainingsveld verdrongen om de eerste training mee te maken, waren het unaniem eens dat hun helden de komende maanden op TGV-snelheid door de competitie zouden razen. Door het plotse vertrek van Robert Spehar naar Monaco begon het seizoen nochtans onder een bizar gesternte.
Darko Anić en Edgaras Jankauskas kwamen in de daaropvolgende maanden de rangen versterken en als toetje op de taart landde begin april de Servische libero Milan Lesnjak op Brugs grondgebied. De landstitel, behaald met een boulevard voorsprong, was toen al feit. De dubbel wenkte, maar in de bekerfinale tegen Racing Genk moest Club een 4-0 incasseren. Een belangrijke aanwijzing voor het seizoen 1998-'99. De regerende landskampioen zou niet langer de rode loper uitgerold krijgen. Gestroomlijnd trok Club, duidelijk last ondervindend van de WK-naweeën, in elk geval niet van start.
Daarenboven moest Blauw-Zwart Europees al vrij vroeg de wei in en al snel volgde de uitschakeling door Rosenborg Trondheim in de voorronde van de Champions League.
Het werd hoe dan ook een turbulent seizoen. Er werden akkefietjes en wolkbreuken bij de vleet boven het Jan Breydelstadion, zoals het Olympiastadion sindsdien heette, genoteerd.
Ook de onverwachte blessurelast speelde hoe langer hoe meer parten. Het mocht in de gegeven omstandigheden bijna een mirakel genoemd worden dat de blauw-zwarten in de titelstrijd tot de laatste speeldag in de running konden blijven. Dat men in de Uefacup nog drie ronden – Ujpest Dosza, VfB Stuttgart en Olympique Lyon – meedraaide, kon als onvoldoende worden bestempeld, maar helemaal troosteloos werd het parcours ook niet bevonden. Afgezien van het behalen van een Europees ticket moest Eric Gerets voor het eerst in drie seizoenen zonder prijs afsluiten. Het stemde hem bitter, alhoewel het publiek daar tijdens de slotwedstrijd tegen Westerlo weinig of niets kon van merken. Toen ging na afloop terecht alle aandacht naar het afscheid van het Brugse monument Franky Van der Elst.

### Succesvolle aanvang nieuwe millennium (1999-2005)

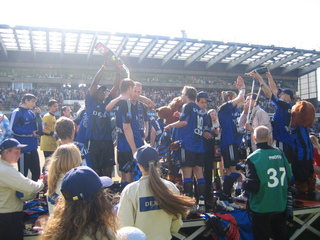
De kampioenenviering in 2005.

Pas in het begin van de 21e eeuw kon de West-Vlaamse club zich opnieuw kwalificeren voor de poules van het prestigieuze kampioenenbal, namelijk in de seizoenen 2002/03, 2003/04 en 2005/06. In het overgangsjaar 1999-2000 was René Verheyen – voor- en nadien assistent-trainer – de hoofdtrainer van Club Brugge. Tijdens de eerste helft van de jaren 2000 nam de eigenzinnige Noor Trond Sollied deze taak op zich. Onder zijn bewind werd de club ook twee keer landskampioen en won het twee keer zowel de Beker als de Supercup. Europese hoogtepunten waren onder andere het uitschakelen van Borussia Dortmund uit de Champions League en de overwinning op het veld van AC Milan. In deze periode groeiden Gert Verheyen en Dany Verlinden, toen reeds vele jaren in Brugse loondienst, uit tot ware boegbeelden van Blauw-Zwart. Intussen had voormalig bondsvoorzitter Michel D'Hooghe de overleden Michel Van Maele opgevolgd als voorzitter en sterke man van de club. Onder zijn impuls werd Club danig geprofessionaliseerd en werd ter vervanging van Antoine Vanhove oud-speler Marc Degryse aangetrokken als sportleider (sportief directeur). Op het einde van het seizoen 2004/05 stapte Sollied na vijf jaar dienst op en werd vervangen door clubmonument Jan Ceulemans. Ook oud-spelers Franky Van der Elst, René Verheyen en Dany Verlinden maakten deel uit van de trainersstaf. Ceulemans zou snel breken met de speelstijl van Sollied. De nieuwe technische staf streefde naar kortere combinaties en meer technisch vernuft, daarin voluit gesteund door sportleider Degryse. Club Brugge brak hiermee in grote mate met de typische speelstijl die het doorheen de jaren vaak hanteerde.

### Moeizame jaren (2005-2013)
De tweede helft van de jaren 2000 verliep echter heel wat minder vlot. Na tegenvallende resultaten tijdens het seizoen 2005/06 werden zowel hoofdtrainer Ceulemans als assistent-trainer Verheyen ontslagen, wat meteen het eerste trainersontslag bij Club Brugge in 26 jaar betekende. De Brusselaar Emilio Ferrera werd aangesteld als nieuwe hoofdtrainer.
Ondertussen zorgde Club Brugge voor een primeur door als eerste Belgische club een eigen tv-kanaal te hebben, CLUBtv genaamd.
In het seizoen 2006/07 bleven de resultaten wederom beneden de verwachtingen, met het ontslag nemen van sportleider Marc Degryse als gevolg. Ook hoofdtrainer Ferrera en de assistent-trainer Van der Elst werden ontslagen. Luc Devroe werd de opvolger van Degryse, Čedomir Janevski tijdelijk die van Ferrera. Op 26 mei 2007 won Club Brugge zijn 10e Beker van België na een 1-0-overwinning tegen Standard Luik en sloot op die manier een tumultueus seizoen alsnog met een positieve noot af.
Aan het begin van het seizoen 2007/08 werd Jacky Mathijssen aangesteld als hoofdtrainer. Gedurende de twee seizoenen die volgden, kon Club de vooropgestelde doelen opnieuw niet waarmaken, waardoor voor het daaropvolgende seizoen andermaal voor een nieuwe trainer werd gekozen, de Nederlander Adrie Koster. In 2008 sloot Club Brugge het seizoen overigens in mineur af, nadat speler François Sterchele op 8 mei, één speeldag voor het competitie-einde, bij een auto-ongeluk om het leven kwam. Uit eerbetoon voor de overleden spits, besloot de club om het rugnummer van Sterchele, 23, nooit meer uit te reiken aan een andere speler. Op 23 juli 2008 werd Club Brugge de eerste winnaar van de Coppa Sterchele, een vriendschappelijke wedstrijd die jaarlijks ter nagedachtenis van François Sterchele wordt georganiseerd.
Op het einde van het seizoen 2008/09 gaf Michel D'Hooghe zijn taak van clubvoorzitter door aan Pol Jonckheere.
In het voorjaar van 2010 verliet algemeen manager Filips Dhondt de club en werd er beslist deze functie niet meer in te vullen. Voortaan werd collectief bestuurd door een managementcomité dat bestond uit 8 leden en wekelijks vergaderde. De beslissingen van het managementcomité werden voorgelegd aan de Raad van Bestuur voor goedkeuring.

Nog geen jaar later volgden enkele nog ingrijpender veranderingen in het bestuur van Club Brugge. Op 15 januari 2011 werd een nieuwe organisatie bekendgemaakt. De dagelijkse werking en de feitelijke initiatieven werden de taak van het Management, terwijl de Raad van Bestuur een meer waarnemende functie kreeg toegeschoven. Dit betekende min of meer een ommekeer in de manier van werken. Bart Verhaeghe, die werd verkozen tot afgevaardigd bestuurder, kreeg de uitvoering van het nieuwe organigram toevertrouwd. Hij plaatste nieuwe medewerkers op strategische plekken. Zo werd Vincent Mannaert algemeen manager en werden Henk Mariman en Sven Vermant de opvolgers van Luc Devroe.
Ten slotte nam op 1 februari Pol Jonckheere ontslag als voorzitter en werd opgevolgd door Bart Verhaeghe.

Nadat Adrie Koster met Club Brugge rond eind oktober 2011 enkele doelstellingen niet gehaald bleek te hebben, kreeg hij zijn ontslag en werd ad interim opgevolgd door Rudy Verkempinck. In november werd de Duitser Christoph Daum voor anderhalf seizoen aangesteld als hoofdtrainer. Onder Daum werd Club Brugge tweede in de Jupiler Pro League, het beste competitieresultaat in 7 jaar. Daum zette aan het eind van het seizoen echter de samenwerking stop. Op 13 mei 2012 werd Georges Leekens aangeduid om Christoph Daum op te volgen. Op 4 november 2012 werden Leekens en zijn assistent Rudi Verkempinck ontslagen. Tijdelijk werd beloftencoach Philippe Clement als hoofdcoach aangesteld. Op 15 november werd Juan Carlos Garrido als nieuwe coach van Club Brugge voorgesteld. Garrido werd op zijn beurt ontslagen op 19 september 2013 door onder meer het tegenvallend spelpeil en de vroege Europese uitschakeling. Michel Preud'homme, pas ontslagen bij de Saoedische club Al Shabab na de uitschakeling in de Aziatische Champions League, volgde Garrido op.

### Nieuwe successen onder verschillende trainers (2013-...)
Ook het laatste seizoen vóór de komst van Preud'homme en de twee erna deed Club Brugge tot één speeldag van het einde mee voor de titel, maar greep telkens naast de eindoverwinning. In het seizoen 2014/15, het tweede onder Preud'homme, slaagde Club Brugge erin zijn eerste prijs in acht jaar veroveren: de Beker van België, na een 2-1-overwinning tegen rivaal RSC Anderlecht. Ook Europees stootte Club ver door: tot de kwartfinale van de Europa League, waarbij het 15 matchen op rij niet verloor, een Belgisch record.
In het seizoen 2015/16 behaalde Club Brugge zijn veertiende landstitel, de eerste na 11 jaar, na een 4-0-overwinning tegen rivaal RSC Anderlecht.
Na het seizoen 2016/17 kondigde Preud'homme zijn afscheid aan bij Club Brugge. Ivan Leko werd aangenomen als nieuwe hoofdtrainer. In zijn debuutseizoen 2017/18 veroverde de Kroaat meteen de vijftiende landstitel voor Club Brugge. Aan het einde van het seizoen 2018/19 nam Club na twee seizoenen afscheid van Leko en nam Philippe Clement de fakkel als eerste trainer over. Ook Clement won in zijn eerste seizoen als hoofdcoach bij Club het kampioenschap. Deze zestiende titel voor de club werd uiteindelijk definitief binnengehaald nadat het seizoen 2019/20 door de coronacrisis één speeldag voor het einde van de reguliere competitie werd stopgezet. Club Brugge had toen met 70 punten een voorsprong van 15 punten op eerste achtervolger AA Gent.
In het seizoen 2020/21 volgde Club Brugge zichzelf op als kampioen, iets waar het sinds 1978 niet meer in geslaagd was.
In januari 2022 trok coach Philippe Clement naar het Franse AS Monaco. Hij werd in Brugge opgevolgd door de Nederlander Alfred Schreuder. Tussen februari en mei wist Club een achterstand van 12 punten op seizoensrevelatie Royale Union Saint-Gilloise goed te maken. Op zondag 15 mei 2022 won Club tijdens de 5de en voorlaatste speeldag van de Champions' Play-offs met 1-3 van Antwerp FC en behaalde hiermee zijn 18de landstitel. Het verwezenlijkte hiermee, net zoals in 1976-1977-1978, een historische drie landstitels op een rij.
Op 25 mei 2022 werd ex-speler Carl Hoefkens aangesteld als hoofdcoach, ter vervanging van Alfred Schreuder, die naar AFC Ajax vertrok. Club zou zich voor het eerst in sinds de oprichting van de Champions League plaatsen voor de 1/8 finale, als enige ploeg uit pot 4. Desondanks werd Hoefkens eind 2022 opgevolgd door Scott Parker na tegenvallende resultaten in Beker en competitie.
Parker werd op 8 maart 2023 ontslagen, nadat hij slechts twee van de twaalf wedstrijden wist te winnen tussen 31 december 2022 en 8 maart 2023. Rik De Mil nam zijn functie ad interim over tot het einde van het seizoen. Bij aanvang van het seizoen 2023/24 werd Ronny Deila hoofdcoach van Club, maar na tegenvallende resultaten werd ook hij ontslagen, op 8 maart 2024. Nicky Hayen nam ad interim het roer over en slaagde er met zijn team alsnog in de 19de landstitel voor de club te veroveren, mede dankzij goede resultaten in de play-offs. Bij aanvang van het seizoen 2024/25 bleef Hayen aangesteld als hoofdcoach.

## Stadions
In de loop van haar geschiedenis heeft de club steeds op terreinen gespeeld in het westen van de stad, in Sint-Andries, nooit heel erg ver van elkaar.

### Het Rattenplein
Het eerste echte onderkomen dat de blauw-zwarte vereniging vond, en waar het tot 1912 zou blijven, was een stuk braakliggende grond in de Sint-Baafswijk. Dit terrein, gelegen op de gronden waar vandaag de Sint-Baafskerk staat, was eigendom van de hondenclub "Fox Terrier" en was van een kleine tribune voorzien. Doorgaans werden op dat veld honden losgelaten, die in (de uit Engeland overgewaaide en uiterst populaire) rat races achter ratten aanjoegen. Vandaar de naam: het "Rattenplein". Om een voetbalwedstrijd te kunnen organiseren, moesten telkens opnieuw lijnen getrokken worden en doelen opgebouwd en afgebroken.
Op een bepaald ogenblik was Football Club Brugeois rijk genoeg om het terrein en alle toebehoren aan te kopen, voor de prijs van honderd frank.

### De Klokke

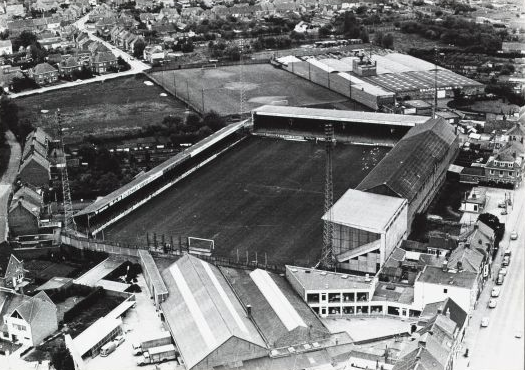
De Klokke in 1975.

In 1912 verhuisde Club Brugge van het Rattenplein naar De Klokke, iets westelijker langs de Torhoutse Steenweg. Het veld werd zo genoemd omdat het enige herkenningspunt het tegenoverliggende café De Klokke was. In de beginperiode moesten de spelers zich omkleden in dit café en de straat oversteken naar het stadion. Club huurde het terrein de eerste jaren van een particuliere eigenaar voor de prijs van 1.760 frank, maar op 15 juni 1920 werd De Klokke door drie geldschieters, waaronder Albert Dyserynck, aangekocht voor 50.000 frank. Deze laatste betaalde later de mede-eigenaars uit en schonk het terrein in volle eigendom aan de club. De Klokke werd later, na het plotse overlijden van voorzitter Dyserynck in 1931, hernoemd tot 'Albert Dyserynckstadion'.

### Olympia / Jan Breydel

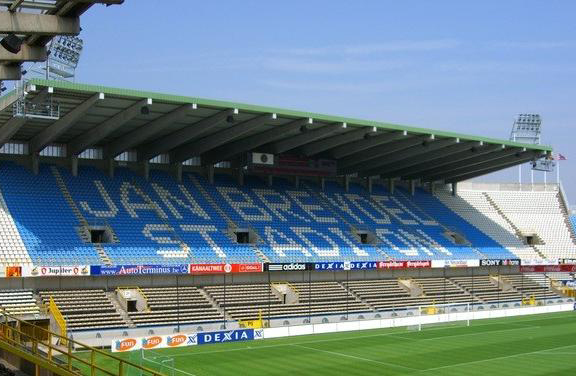
De noordtribune van het Jan Breydelstadion.

In 1973 nam het toenmalige stadsbestuur onder impuls van burgemeester Michel Van Maele het initiatief een gemeentelijk stadion te bouwen voor Club Brugge en Cercle Brugge. Van Maele had eerder al Cercle uit de financiële moeilijkheden gehaald door de stad het Edgard De Smedtstadion te laten aankopen. In 1973 zat Club aan de grond; de grote recettes uit de thuiswedstrijden wogen niet op tegen de dure buitenlandse transfers van Rensenbrink, Houwaart, Geels, Veenstra, e.a.

Door de verhuis naar een nieuw stadion in eigendom van de stad kon Club weer naar adem happen doordat het nu over de mogelijkheid beschikte De Klokke te verkopen, wat het in 2000 deed: toen werd het Albert Dyserynckstadion verkocht aan een bouwpromotor en ruimde het plaats voor een woonproject. Dit bracht de clubkas zo'n 2,5 miljoen euro op.

De gronden achter de kerk van Sint-Andries werden in 1973 aangekocht voor de som van 53 miljoen Belgische frank.
In 1974 werd met de bouw begonnen. Het nieuwe stadion, ontworpen door de architecten Jonckheere (die ook het ontwerp voor de uitbreiding tekenden), kostte 245 miljoen Belgische frank en beschikte over 30.000 plaatsen. De benedenring bestond uit staanplaatsen (22.000) en boven op de oost- en westtribune bood een tweede ring plaats aan in totaal 8.000 zitplaatsen.
In de geest van de Olympische Spelen in München in 1972 kreeg het stadion de naam 'Olympiastadion'.
In 1993 werd onder druk van de UEFA overgegaan tot de vervanging van bijna alle staanplaatsen door zitjes, waardoor de capaciteit terugviel tot iets meer dan 18.000 plaatsen.
Naar aanleiding van het Europees Kampioenschap voetbal in 2000 werd het stadion uitgebreid en kreeg het een nieuwe naam: Jan Breydelstadion. Door de tweede ring te vervolledigen boven de noord- en zuidtribune en de laatste staanplaatsen weg te werken, beschikte het stadion nu over 30.000 zitplaatsen.

### Nieuw stadion
Sinds 2007 werkt Club Brugge aan een project voor een nieuw stadion, aanvankelijk gepland aan de Oostkampse Baan in Loppem, net ten zuiden van de stad. Het moest beschikken over minstens 40.000 zitplaatsen en zou gecombineerd worden met een groot winkelcomplex. De Vlaamse overheid nam uiteindelijk het dossier in handen en besliste eind 2009 dat het stadion op de Chartreusesite, eveneens in de Brugse zuidrand, moest komen en dat het zou beschikken over 44.600 zitplaatsen. Door de Raad van State werd dit plan eind 2013 van tafel geveegd op basis van het milieueffectenrapport (MER), de waterhuishouding en de mobiliteit.
Vervolgens ontwikkelden de Stad Brugge, Cercle en Club Brugge een nieuw dubbelproject, waarbij Club Brugge een nieuw stadion zou bouwen in het noordwesten van de stad, aan de Blankenbergse Steenweg nabij de Blauwe Toren, en Cercle Brugge in een verkleind, grondig verbouwd Jan Breydelstadion zou blijven. Het stadion van Club zou 40 à 45.000 zitplaatsen tellen en dat van Cercle ca. 12.000.
Begin 2020 kende het dossier een nieuwe wending, nadat de stad en Club Brugge bekendmaakten een nieuw stadion te ontwikkelen op de huidige Olympia-site, naast het Jan Breydelstadion. Hierbij is het de bedoeling dat ook Cercle Brugge een nieuw, eigen stadionproject ontwikkelt, elders in de stad. Na voltooiing van het nieuwe stadion van Club Brugge zou het Jan Breydelstadion worden afgebroken. 
Het geheel, dat moet voldoen aan de vierde en hoogste categorie van de UEFA-stadionclassificatie, zou volledig door Club Brugge worden bekostigd op grond die het in erfpacht krijgt van de stad.

## Club Brugge per seizoen
- Club Brugge in het seizoen 1994/95
- Club Brugge in het seizoen 1995/96
- Club Brugge in het seizoen 1996/97
- Club Brugge in het seizoen 1997/98
- Club Brugge in het seizoen 1998/99
- Club Brugge in het seizoen 1999/00
- Club Brugge in het seizoen 2000/01
- Club Brugge in het seizoen 2001/02
- Club Brugge in het seizoen 2002/03
- Club Brugge in het seizoen 2003/04
- Club Brugge in het seizoen 2004/05
- Club Brugge in het seizoen 2005/06
- Club Brugge in het seizoen 2006/07
- Club Brugge in het seizoen 2007/08
- Club Brugge in het seizoen 2008/09
- Club Brugge in het seizoen 2009/10
- Club Brugge in het seizoen 2010/11
- Club Brugge in het seizoen 2011/12
- Club Brugge in het seizoen 2012/13
- Club Brugge in het seizoen 2013/14
- Club Brugge in het seizoen 2014/15
- Club Brugge in het seizoen 2015/16
- Club Brugge in het seizoen 2016/17
- Club Brugge in het seizoen 2017/18
- Club Brugge in het seizoen 2018/19
- Club Brugge in het seizoen 2019/20
- Club Brugge in het seizoen 2020/21
- Club Brugge in het seizoen 2021/22
- Club Brugge in het seizoen 2022/23
- Club Brugge in het seizoen 2023/24
- Club Brugge in het seizoen 2024/25